# Yang Hucheng
Yang Hucheng   (Pucheng County, 26 de novembre de 1893 - Chongqing, 6 de setembre de 1949) (xinès simplificat: 杨虎城 ; xinès tradicional : 楊虎城; pinyin: Yáng Hǔchéng) fou un general xinès.

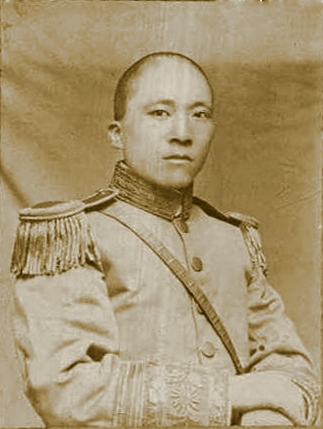
Yang Hucheng (1920)

No es tenen gaires dades dels orígens de Yang Hucheng, Com altres caps militars de Manxúria va dedicar-se al bandidatge i va arribar un popular senyor de la guerra. Va participar en la Revolució Xinhai i es va aliar amb el Kuomintang i, juntament amb Zhang Xueliang que comandava l'Exèrcit del Nor-est (el de Manxúria) va ser l'encarregat de destruir l'exèrcit comunista però, més endavant, van voler un acord amb el Partit Comunista per sumar esforços per lluitar contra els invasors japonesos. Chiang Kai-shek que en comptes de dirigir la lluita contra els nipons volia acabar amb la guerra civil, preocupat per la inactivitat, es dirigí a Xi'an on Zhang Xueliang i Yang Hucheng van organitzar el seu segrest, fet que en la història de la Xina es coneix com l'Incident de Xian (desembre de 1936). Un cop en llibertat Chiang, va perdonar la vida a Zhang però executà Yang (i membres de la seva família) poc abans de la fi de la guerra civil (reiniciada un cop acabada la Segona Guerra Mundial). Segons diverses opinions, el diferent tracte que van rebre els principals implicats en el segrest es devia a les bones relacions que Zhang tenia am l'esposa de Chiang, Song Meiling mentre que Yang va continuar criticant la política de Chiang.
El memorial dedicat a Yang Hucheng es troba al districte de Chang'an. La República Popular de la Xina va dedicar un segell commemorant el centenari del seu naixement (1993).